# Totaltemperatur
Die Totaltemperatur {\displaystyle T_{t}} (auch als Ruhetemperatur oder Stagnationstemperatur bezeichnet) dient zur Beschreibung strömender kompressibler Medien, d. h. strömender Gase. Sie ist die sich einstellende Temperatur einer Gasströmung, wenn die Strömungsgeschwindigkeit adiabat (d. h. wärmeisoliert) auf einen vernachlässigbar kleinen Wert reduziert wird, und zählt daher zu den Ruhegrößen.
Mathematisch kann die Totaltemperatur beschrieben werden als Summe aus der statischen Temperatur {\displaystyle T}, die ein mit dem strömenden Gas mitbewegter Beobachter verspüren würde, und einem kinetischen Anteil des mit der Geschwindigkeit {\displaystyle v} strömenden Mediums:
{\displaystyle {\begin{aligned}T_{t}&={\frac {h_{t}}{c_{p}}}\\&={\frac {h}{c_{p}}}+{\frac {h_{t}-h}{c_{p}}}\\&=T+{\frac {v^{2}}{2\cdot c_{p}}}\end{aligned}}}
Dabei ist
- die spezifische Wärmekapazität {\displaystyle c_{p}} bei konstantem Druck, hier zwischen {\displaystyle T} und {\displaystyle T_{t}} als konstant angenommen
- {\displaystyle h_{\text{t}}=h+{\frac {v^{2}}{2}}} die spezifische Totalenthalpie
- {\displaystyle h=c_{p}\cdot T} die spezifische Enthalpie.

Kommt die Strömung ohne Energieverlust zum Stillstand ({\displaystyle v=0}), z. B. an einem Staupunkt, so steigt die statische Temperatur auf die Totaltemperatur: {\displaystyle T=T_{t}}. Die Stagnationstemperatur ist daher im Raketen- und Flugzeugbau von Bedeutung für die thermische Belastung von Oberflächen bei Überschallströmungen.
Analog zur Definition der Ruhetemperatur existiert zu einer eindimensionalen Gasströmung auch ein entsprechender Ruhedruck, welcher aber eine isentrope (also eine nicht nur wärmeisolierte, sondern auch reibungsfreie) Rückführung der Strömungsgeschwindigkeit voraussetzt.
Im Gegensatz zum Ruhedruck bleibt die Ruhetemperatur auch bei reibungsbehafteter Strömung konstant, sofern es sich um ein ideales Gas handelt. Eine Drosselung (Druckminderung durch innere Reibung) erfolgt also isotherm, sofern zusätzlich die Geschwindigkeitszunahme vernachlässigt werden kann.